# Joachim Marcus
Joachim Marcus fou un compositor alemany de la Pomerània de finals del segle xvi.
Deixà una col·lecció de Sacrarum Cantionum 4. 5. 6. 7. 8. Et Plvrivm Vocvm.